# 板井村
板井村（いたいむら）は、かつて新潟県西蒲原郡にあった村。1901年11月1日の合併によって消滅し、現在は新潟市西区の一部となっている。
以下の記述は合併直前当時の旧板井村に関しての記述であり、現在では名称等が異なる場合がある。なお、ここに記述されていない内容に関しては新潟市などの記事を参照。

## 沿革
開発年代は不明だが、1620年（元和6年）の記録に村名が残る。
- 1889年（明治22年）4月1日 - 町村制施行に伴い西蒲原郡板井村が村制施行し、板井村が発足。
- 1901年（明治34年）11月1日 - 西蒲原郡金巻村、黒鳥村、木場村、鳥原村と合併し、黒埼村となり消滅。

## 地域
合併を行わないで発足した村であるため、大字は編成していない。
当時の村域は現在の新潟市西区板井に該当する。